# Marco Gallio

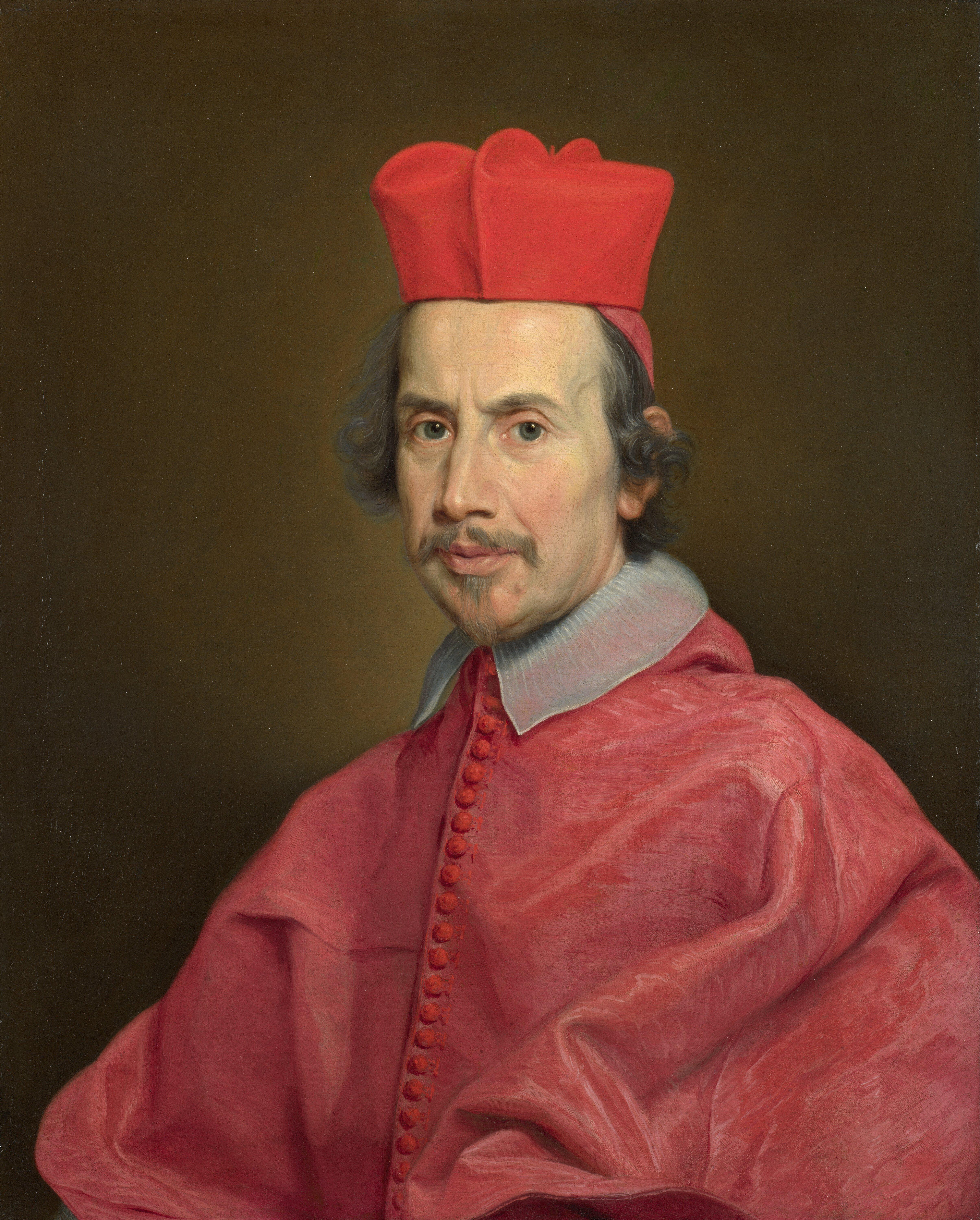
Porträt Kardinal Marco Galli von Baciccio

Marco Gallio, auch genannt Galli oder Gallo (* 1619 in Como; † 24. Juli 1683 in Rom), war ein italienischer Kardinal und katholischer Bischof.

## Leben
Marco Gallio wurde 1619 in Como als Mitglied der Adelsfamilie Gallio geboren, der auch Kardinal Tolomeo angehörte. Er war der Sohn von Francesco I. Gallio, dem III. Herzog von Alvito, und seiner Frau Giustina Borromeo, durch die er auch mit dem Heiligen Karl Borromäus verwandt war. Über seine Großmutter, Ersilia Farnese, war er auch ein direkter Nachkomme von Papst Paul III.
Marco wurde nach Rom geschickt, um eine kirchliche Laufbahn einzuschlagen. Nach seinem Abschluss im Jahr 1645 als Doktor der Rechte in utroque iure wurde er Referendar der Apostolischen Signatur, Apostolischer Protonotar und Sekretär der Heilige Ritenkongregation. Um die Priesterweihe hinauszuzögern wechselte er in die Zivilverwaltung und wurde Gouverneur von Ascoli, Perugia, Ancona und Macerata sowie Präfekt von Umbrien und der Marken.
Marco Gallio wurde am 13. Juni 1659 zum Bischof von Rimini, mit Dispens, da er das nötige Alter noch nicht erreicht hatte, gewählt. Die Bischofsweihe spendete ihm Kardinal Federico Sforza am 26. Januar 1659 in der Kirche Santa Maria in Vallicella in Rom. Vom 9. Oktober 1659 bis 1666 wurde er als Apostolischer Nuntius nach Köln gesandt. Ab Juli 1666 bis Februar 1667 bekleidete er das Amt eines Vizegerenten der Diözese Rom. Am 19. Februar 1668 wurde er zum Nuntius in Neapel ernannt, bekleidete dieses Amt bis 1671 und kehrte danach in seine Diözese zurück.
Papst Innozenz XI. erhob Marco Gallio im Konsistorium vom 1. September 1681 zum Kardinal mit dem Rang eines Kardinalpriesters, überreichte ihm am 17. November 1681 den Kardinalshut und übertrug ihm die Titelkirche San Pietro in Montorio. Er sollte auch zum Kardinallegaten von Bologna ernannt werden. Während der Vorbereitungen zu seiner Amtseinführung starb Kardinal Gallio jedoch am 24. Juli 1683 im Alter von 64 Jahren an einem Schlaganfall in seiner Residenz, dem Palazzo Bonelli, an der Piazza XII Apostoli. Die Beisetzung fand am 26. Juli 1683 in der Kirche Santa Maria della Scala in Rom in einem schmucklosen Grab statt.